# Dalbert Henrique
Dalbert Henrique Chagas Estevão (ur. 8 września 1993 w Barra Mansa) – brazylijski piłkarz występujący na pozycji obrońcy we włoskim klubie Cagliari. Wychowanek Fluminense, w trakcie swojej kariery grał także w takich zespołach, jak Académico de Viseu, Vitória, Nice, Inter Mediolan, Fiorentina oraz Rennes.

## Statystyki kariery
| Sezon   | Klub               | Kraj       | Rozgrywki | Mecze | Bramki | Rozgrywki Europy   | Mecze | Bramki |
| ------- | ------------------ | ---------- | --------- | ----- | ------ | ------------------ | ----- | ------ |
| 2013/14 | Académico de Viseu | Portugalia | Liga B    | 4     | 0      | -                  | -     | -      |
| 2014/15 | Académico de Viseu | Portugalia | Liga B    | 35    | 1      | -                  | -     | -      |
| 2015/16 | Vitória SC         | Portugalia | Liga NOS  | 25    | 0      | -                  | -     | -      |
| 2016/17 | OGC Nice           | Francja    | Ligue 1   | 33    | 0      | Liga Europy UEFA   | 4     | 0      |
| 2017/18 | OGC Nice           | Francja    | Ligue 1   | 0     | 0      | Liga Mistrzów UEFA | 0     | 0      |

Stan na: 25 lipca 2017 r.